# Сплюснутость Земли

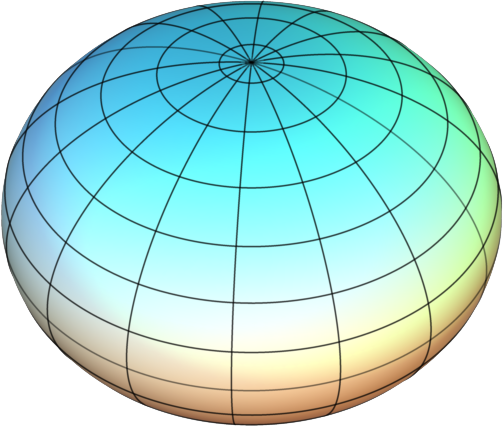
Земля сплюснута у полюсов

Земля сплюснута у полюсов и имеет не идеальную сферическую форму. Поскольку Земля вращается вокруг своей оси, на неё действует центробежная сила, которая является наибольшей на экваторе и равна нулю на полюсах. Поэтому Земля имеет форму сплющенного сфероида, полярный радиус которого на 21,38 км короче экваториального. Сплюснутость Земли равна:
{\displaystyle f={\frac {(a-b)}{a}}={\frac {1}{298,2575}}},
где {\displaystyle f} — поверхность Земли, {\displaystyle a} — экваториальный радиус и {\displaystyle b} — полярный радиус.
Из-за того, что Земля сплюснута, ближайшая к центру Земли точка её поверхности — Северный полюс, самая дальняя — вулкан Чимборасо (Эквадор). 
Суммирование этого фактора с действием центробежной силы приводит к тому, что, как показал ещё в XVIII веке Клеро, тело одной и той же массы будет иметь на полюсе вес примерно на 0,5% больше, чем на экваторе.

## Открытие сплюснутости Земли
В XVII веке Христиан Гюйгенс и Исаак Ньютон пришли к выводу, что Земля сплюснута у полюсов. Это впервые экспериментально доказал Пьер Луи де Мопертюи в результате экспедиции в Лапландию в 1737 году.
Ранее живший Рене Декарт считал, что Земля имеет форму вытянутого сфероида, то есть сплющена по бокам.

## Сплюснутость других планет
Сплющивание планет зависит от их плотности и скорости вращения. Из-за этого каждое вращающееся небесное тело — не идеальный сфероид.
В Солнечной системе планеты и спутники, вращающиеся с меньшей скоростью — такие, как Меркурий, Венера — имеют незначительную сплюснутость.
| Планета | Диаметр на экваторе, км | Диаметр между полюсами, км | Разница, км | Сплюснутость |
| ------- | ----------------------- | -------------------------- | ----------- | ------------ |
| Земля   | 12 756,28               | 12 713,56                  | 42,72       | 1:298,2575   |
| Марс    | 6805                    | 6754,8                     | 50,2        | 1:135,56     |
| Церера  | 975                     | 909                        | 66          | 1:14,77      |
| Юпитер  | 142 984                 | 133 709                    | 9275        | 1:14,14      |
| Сатурн  | 120 536                 | 108 728                    | 11 808      | 1:10,21      |
| Уран    | 51 118                  | 49 946                     | 1172        | 1:43,62      |
| Нептун  | 49 528                  | 48 682                     | 846         | 1:58,54      |